# Kepler-54b
Kepler-54b és un dels tres exoplanetes que orbiten l'estrella Kepler-54. Va ser descobert pel mètode de trànsit astronòmic, l'any 2014, pel Telescopi espacial Kepler. Una nova anàlisi estadística dirigida per un equip del Centre de Recerca Ames de la NASA ha validat el planeta amb més del 99 per cent de confiança. Encara que molts paràmetres de Kepler-54b encara es desconeixen, l'objecte té poques possibilitats de ser un fals positiu.